# Wappenkönig

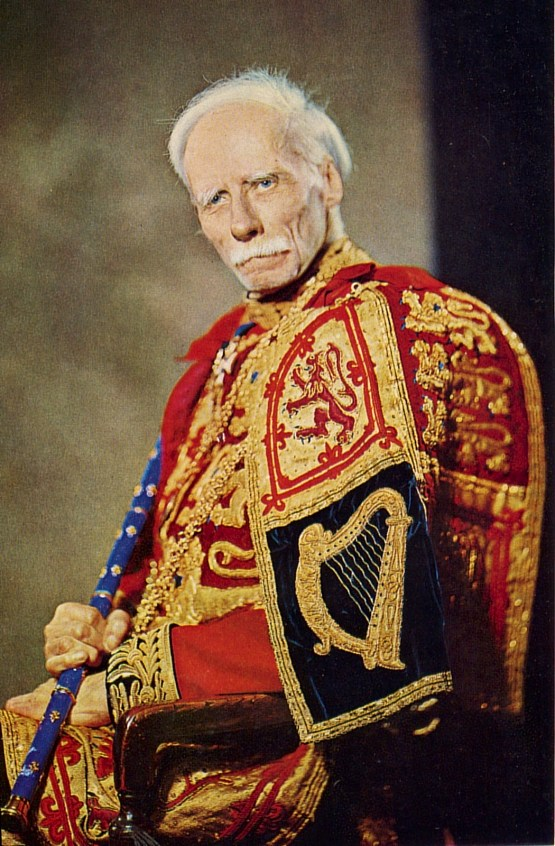
Wappenkönig Sir Thomas Innes of Learney. Er trägt den Tappert des Lord Lyon King of Arms, in der Hand hält er den Heroldsstab

Ein Wappenkönig ist der oberste Herold seines Einflussbereiches. Er wird von den anderen Herolden gewählt und von seinem weltlichen Herrn ernannt.

## Aufgaben
Der Wappenkönig ist, wie alle Herolde, mit der Kenntnis und Führung der Wappenrolle beauftragt, d. h., er hat Adlige anhand ihrer Wappen zu identifizieren sowie die Ausgestaltung der Wappen seines Herren und dessen Familie gemäß den heraldischen Regeln durchzuführen.
In der Hierarchie des Heroldswesens folgt unterhalb des Wappenkönigs gelegentlich noch ein Marschall sowie eine unterschiedliche Anzahl von einfachen Herolden und Persevanten (Pursuivants).
Bei mittelalterlichen Turnieren oblag es dem Wappenkönig, Herausforderungen an andere Turnierteilnehmer zu übermitteln. Dazu trug er den Tappert seines Herren, des Herausforderers, und überbrachte die Herausforderung. Wurde diese angenommen, heftete sich der Wappenkönig ein Pergament auf die Schulter, das in einer stilisierten Darstellung die beiden Kontrahenten samt ihren jeweiligen Wappen zeigte sowie die Wappen der zuständigen Kampfrichter. Er fungierte damit als eine Art wandelnder Aushang zur Information über die sich begegnenden Turnierchefs.
Wappenkönige standen im Mittelalter in hohem Ansehen; neben ihren zeremoniellen Aufgaben fungierten sie als Botschafter und sogar Richter. Ursprünglich mit der Kenntnis und Dokumentation der Adelswappen beauftragt, avancierte das Amt im Laufe der Zeit zu einer Institution, welche über die vielerorts exklusive Autorität der Zuerkennung und Zertifizierung von Wappen verfügt.

## Liste früherer Wappenkönige
- Brüninghausen (Brunshoffen), Hermann von, Wappenkönig der Herzoge von Jülich, Wappenkönig der Ruwieren, 1461–1500, Verfasser des Heroldbuchs der Jülicher Hubertusorden.
- Heinenzn Claes, genannt Gelre, * um 1345, † 1414, Wappenkönig von Geldern, Herold beim Herzog Wilhelm VI, um 1380–90, Verfasser des Armorial Gelre, später genannt Beyeren, Wappenkönig der Ruwieren, unter Herzog Albrecht I. von Bayern.
- Heessel, Heinrich von, † 1470, genannt Österreich, Wappenkönig der Ruwieren, Wappenkönig unter Kaiser Sigismund, Friedrich III., und Herzog Philipp der Gute von Burgund.
- Königsberg, Johann, genannt Ungarlant, Herold und ab 1412 Wappenkönig in Ungarn, ernannt durch Dietrich II. von Moers.
- Jan van Steensel, Wappenkönig der Ruwieren, unter Albrecht I. von Bayern, Herzog von Bayern-Straubing sowie Graf von Holland, Seeland und Hennegau, 1362–1366.

## Gegenwart
Auch heute gibt es noch Wappenkönige, so z. B. im Vereinigten Königreich (Kings of Arms), wo sie eine wichtige Rolle im Rahmen der Krönungszeremonie spielen; ihre zeremonielle Bedeutung wird an dem Umstand deutlich, dass die drei höchstrangigen Wappenkönige als einzige außer dem Monarchen Kronen tragen. Die Wappenkönige haben teilweise auch Ämter in den Ritterorden, wie z. B. dem Hosenbandorden, die die Aufsicht über die Zeremonien bei Ordensfeierlichkeiten führen.
Im Vereinigten Königreich sind die drei höchstrangigen Wappenkönige leitende Mitglieder des College of Arms. Sie vergeben weiterhin Wappen und haben Aufgaben bei Namensänderungen. Schottland hat mit dem Lord Lyon King of Arms seinen eigenen Wappenkönig, der auch richterliche Funktionen im Bereich der Heraldik hat.
In Schweden führt der Statsheraldiker ähnliche Aufgaben aus.
In Spanien hat der Cronista de Armas de Castilla y León die traditionellen Befugnisse und Kompetenzen der ehemaligen Chronisten, Reyes de Armas und Heraldos de Castilla y León, die im Königlichen Dekret vom 29. Juli 1915 und im Dekret vom 13. April 1951 enthalten sind.

### Liste amtierender Wappenkönige
- Garter Principal King of Arms (Hosenbandorden): David White
- Clarenceux King of Arms (England südlich des Trent und Wales): Timothy Duke
- Norroy and Ulster King of Arms (England nördlich des Trent und Nordirland): Robert Noel
- Lord Lyon King of Arms (Schottland): Joseph John Morrow
- Bath King of Arms (Order of the Bath): Stephen Dalton
- King of Arms of the Order of St Michael and St George: Mark Lyall Grant
- King of Arms of the Order of the British Empire: Robert Fulton (Gouverneur)

## Galerie

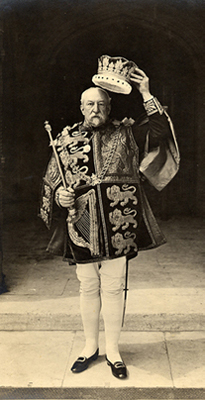
William Weldon, Norroy King of Arms, 1902
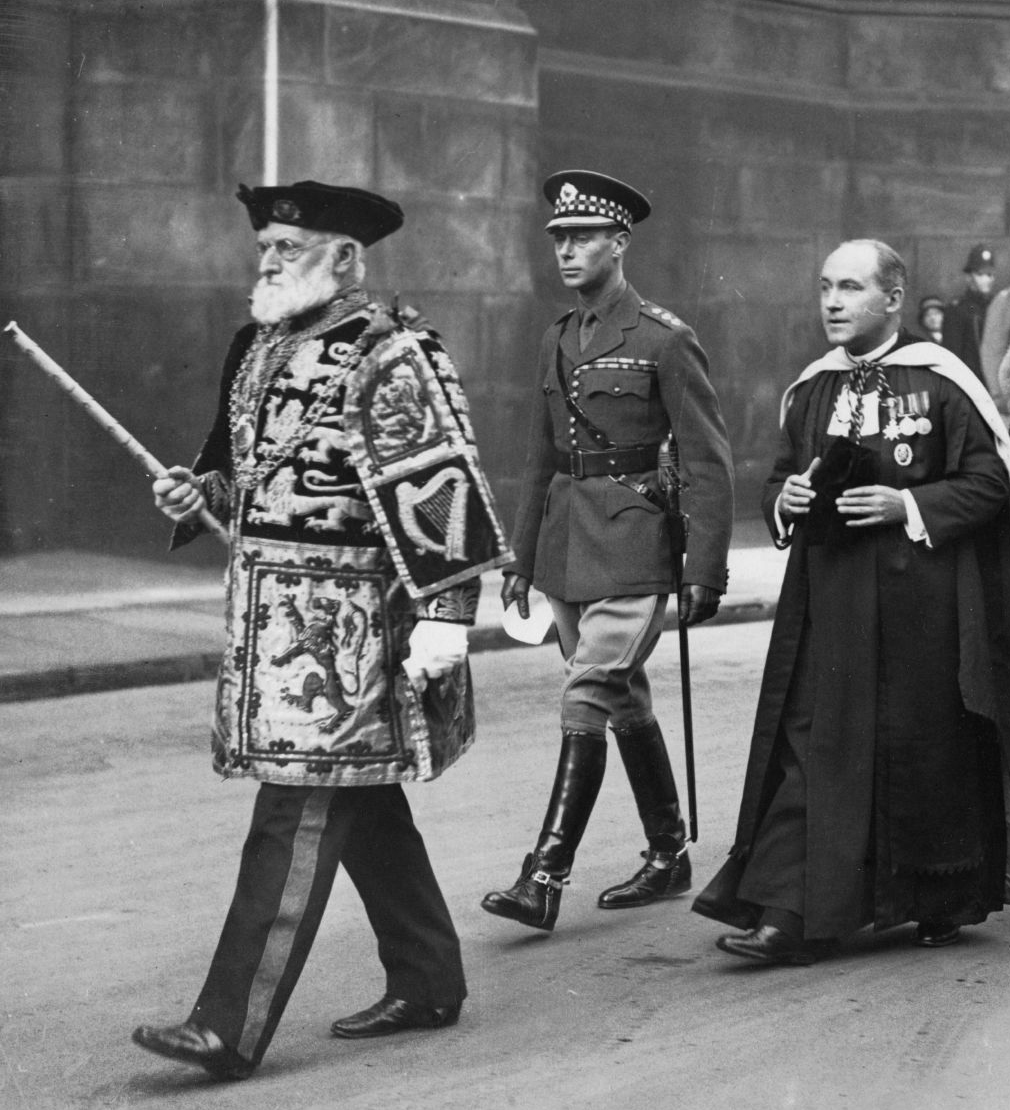
Sir Francis Grant, Lord Lyon King of Arms (links), 1933
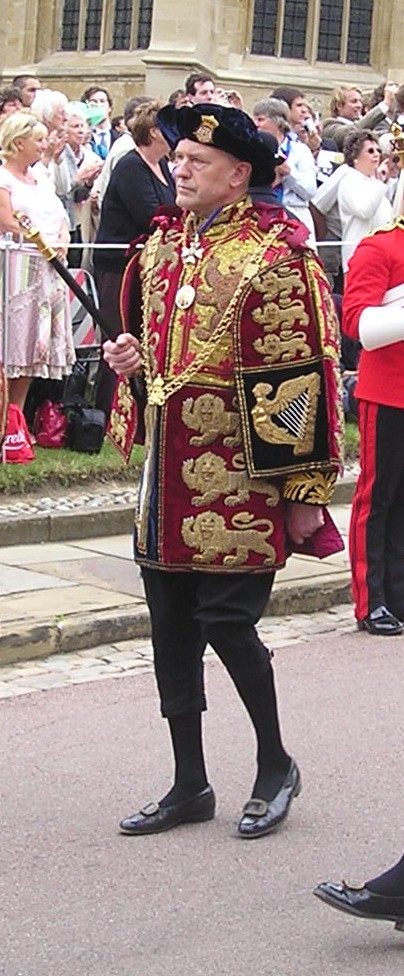
Hubert Chesshyre, Clarenceux King of Arms, 2006
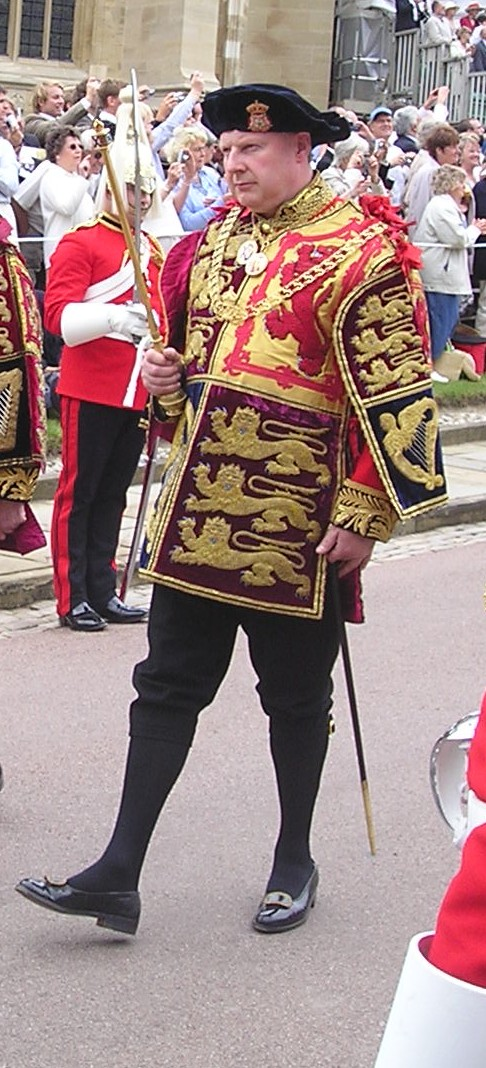
Thomas Woodcock, Norroy and Ulster King of Arms, 2006
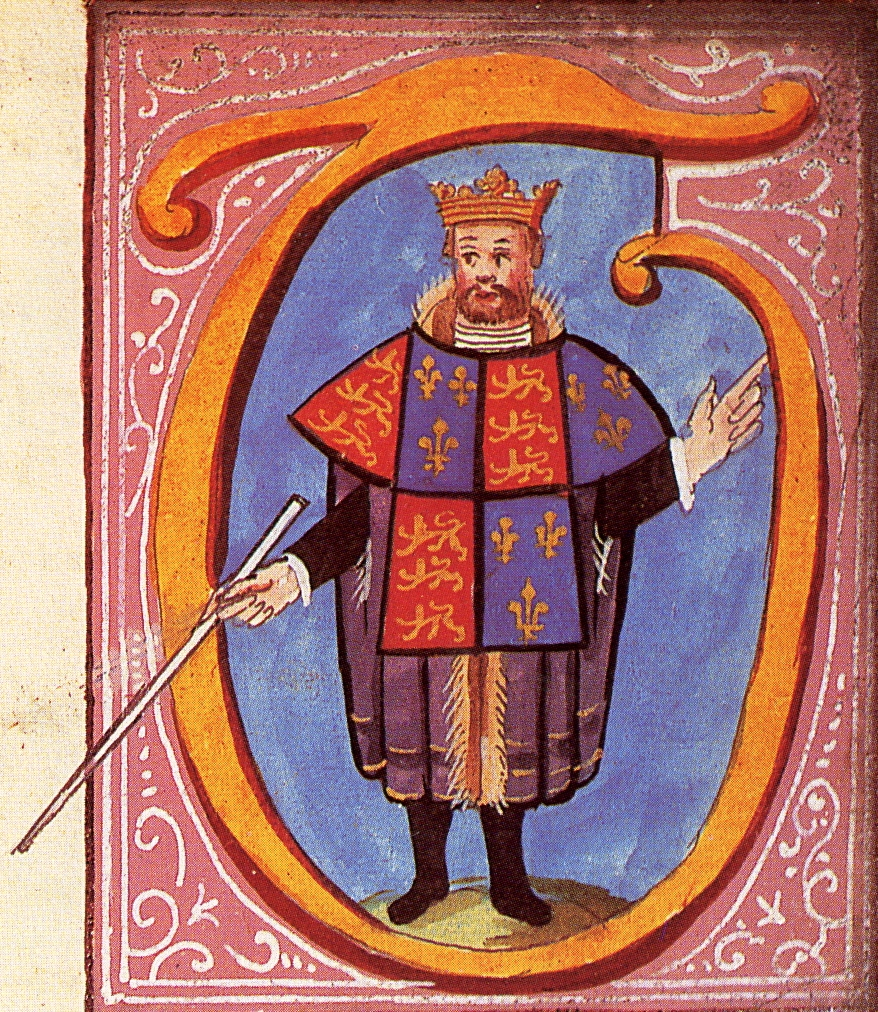
Clarenceux King of Arms Thomas Hawley